# Filotas
Filotas (in greco Φιλώτας?; in macedone Чалджиево?, Čaldžievo) è un ex comune della Grecia nella periferia della Macedonia occidentale di 4.352 abitanti secondo i dati del censimento 2001.
È stato soppresso a seguito della riforma amministrativa detta Programma Callicrate in vigore dal gennaio 2011 ed è ora compreso nel comune di Amyntaio.